# Fundação Cesgranrio
A Fundação Cesgranrio, ou apenas Cesgranrio, é uma fundação brasileira, com sede no Rio de Janeiro, responsável pela organização de exames vestibulares e concursos públicos no país.
Reconhecida como entidade de utilidade pública nas esferas federal e estadual, é uma instituição de educação, de direito privado, sem fins lucrativos, com finalidade educacional, cultural e assistencial. Além de vestibulares, concursos públicos, tem atuação em pesquisas, acreditações, exames e avaliações educacionais, além de certificações profissionais e de ensino no Brasil. Também promove congressos, seminários, simpósios, fóruns e exposições nas suas áreas de atuação. Apoia projetos sociais, educacionais e culturais.

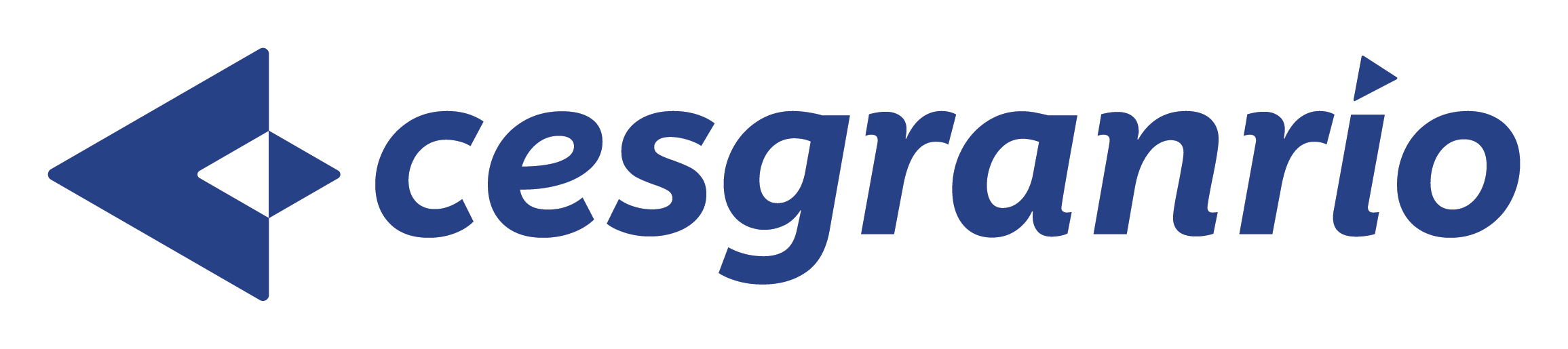
Identidade visual

## História
A Fundação Cesgranrio teve origem no Centro de Seleção de Candidatos ao Ensino Superior do Grande Rio, criado pelo MEC em 12 de outubro de 1971.
Em 1971, instituiu o Vestibular Unificado, o candidato prestava uma única prova e tinha acesso à vagas em diversas universidades, aplicado anualmente por 45 anos. Em 1973, foi constituída como fundação privada no dia 04 de janeiro.
Na década de 80, passou a se dedicar, também, aos concursos públicos, sendo considerada uma das principais bancas organizadoras do Brasil, responsável pela operacionalização de processos seletivos públicos da Casa da Moeda, Banco Central, CEF, Banco do Brasil, Petrobras, Liquigás, IBGE, entre muitos outros.
Em 1985, propôs um sistema alternativo ao vestibular tradicional: o Sistema de Avaliação Progressiva para o Ingresso no Ensino Superior - SAPIENS, que previa avaliações durante os três anos do então Segundo Grau (hoje chamado Ensino Médio). Na década de 90, seu Centro de Avaliação inovou ao introduzir a Teoria da Resposta ao Item - TRI nos processos avaliativos no Brasil, em colaboração com a Fundação Ford.
Em conjunto com o INEP/MEC, foi pioneira na implementação das principais avaliações educacionais em larga escala do país:
- em 1995, do Sistema de Avaliação da Educação Básica - SAEB;
- em 1996, do Exame Nacional de Cursos - ENC (Provão) e
- em 1998, do Exame Nacional do Ensino Médio - ENEM.[4][5]

Também foi encarregada da realização de avaliações de alunos e de sistemas de ensino de redes públicas estaduais e municipais. Em 1997, tornou-se fundadora e membro do Consórcio Brasileiro de Acreditação - CBA, firmando, no mesmo ano, convênio com a Joint Commission International.
Em 1998, desenvolveu termos de cooperação com o Northern Examinations and Assessment Board, com o Evaluation Center at Western Michigan University e com o Educational Testing Service, visando ao intercâmbio com centros de excelência da Inglaterra e dos Estados Unidos. Em 2002, novamente com o Instituto Nacional de Estudos e Pesquisas Educacionais Anísio Teixeira, executou o primeiro Exame Nacional para Certificação de Competências de Jovens e Adultos - ENCCEJA.
Em 2004, a todo momento com o INEP, realizou o Exame Nacional de Desempenho dos Estudantes - ENADE, quando substituiu o Provão na avaliação da educação superior no Brasil. Em 2005, mais uma vez com o INEP, aplicou a primeira edição da Avaliação Nacional do Rendimento Escolar - ANRESC.
Por intermédio do seu Centro Cultural Cesgranrio promove diversas ações culturais, com destaque para o Prêmio Rio de Literatura, o Prêmio Cesgranrio de Teatro, o Concurso Cultural Novos Talentos da Pintura e o Festival Cultural Cesgranrio. Além de oferecer uma oficina de atores, dispõe do Teatro Cesgranrio, que proporciona oportunidade de surgimento de novas produções teatrais e shows na cidade do Rio.
Em 2006, criou um mestrado profissional em avaliação e, posteriormente, a Faculdade Cesgranrio, concebendo um curso superior de gestão da avaliação. Em 2008, recebeu o Prêmio Personalidade Cidadania, concedido pela UNESCO, Associação Brasileira de Imprensa – ABI e o jornal Folha Dirigida, na categoria Instituições, pelo seu projeto social "Apostando no Futuro".
Em 2009, em parceria com a Secretaria da Educação do Estado de São Paulo, implantou o Processo de Promoção destinado aos servidores do quadro de magistério, com aferição de habilidades e competências por meio de avaliação teórica. A partir de 2012, com o avanço tecnológico nos estabelecimentos de ensino, se consolidou também no mercado privado das avaliações digitais, aplicadas por meio de computador. Como exemplo, avaliando os alunos da Fundação Bradesco e das Escolas Americanas no Brasil.
Em 2013, sempre com o INEP, organizou a primeira edição da Avaliação Nacional da Alfabetização - ANA, em consórcio com o CAEd/UFJF e o Cespe/UnB. Em 2014, recebeu a Medalha de Mérito Darcy Ribeiro, outorgada pelo Conselho Estadual de Educação do Rio de Janeiro. Em 2016, recebeu o Prêmio São Sebastião de Cultura, conferido pela Associação Cultural da Arquidiocese do Rio de Janeiro, na categoria Ação Cultural.
Em 2018, recebeu o Prêmio Honra ao Mérito Educacional do INEP, na categoria Diploma de Menção Honrosa, em homenagem aos relevantes serviços prestados para o ENEM.
Associou-se à Association of Test Publishers, organização sediada nos EUA com atuação global, que representa instituições aplicadoras, com enfoque em aplicações eletrônicas. Em 2019, foi acreditada pela Organização para a Cooperação e Desenvolvimento Econômico - OCDE como entidade aplicadora para estabelecer o PISA for Schools no Brasil, totalmente no computador.
Em 2021, continuadamente com o INEP, foi responsável pela operacionalização da aplicação do ENEM digital de 2020, sendo a primeira avaliação educacional em larga escala do Brasil realizada em computadores. No mesmo ano, também realizou o concurso público para o Banco do Brasil, com mais de 1,6 milhão de inscritos, considerado na época o maior da história do Brasil.
Em 2024, a Cesgranrio foi a banca organizadora do primeiro Concurso Público Nacional Unificado. De acordo com o Governo Federal, o valor estimado da contratação foi de R$ 160.000.044,00, mediante dispensa de licitação.

## Irregularidades no CNU
A Banca foi alvo de diversas ações judiciais por irregularidades durante a realização do CNU. Algumas questões levantadas foram: provas vazadas, fiscais ajudando candidatos, erros na correção da discursiva.
O Ministério Público Federal entrou com uma ação civil pública requerendo a  anulação de 4 questões do CNU e a suspensão do concurso.